# Olympische Sommerspiele 2012/Gewichtheben – Mittelgewicht (Frauen)
Das Gewichtheben der Frauen in der Klasse bis 63 kg (Mittelgewicht) bei den Olympischen Spielen 2012 in London fand am 31. Juli 2012 im ExCeL Exhibition Centre statt. Es traten 10 Sportlerinnen aus 10 Ländern an.
Der Wettbewerb bestand aus zwei Teilen: Reißen (Snatch) und Stoßen (Clean and Jerk). Die Teilnehmerinnen hatten zuerst im Reißen drei Versuche. Wer ohne gültigen Versuch blieb, schied aus. Im Stoßen hatte wieder jede Starterin drei Versuche. Die Sportlerin mit dem höchsten zusammenaddierten Gewicht gewann. Im Falle eines Gleichstandes gab das geringere Körpergewicht den Ausschlag.

## Titelträgerinnen
| Weltmeisterin   | Reißen    | Swetlana Zarukajewa | 117 kg | WM 2011 in Paris |
| Weltmeisterin   | Stoßen    | Maija Manesa        | 139 kg | WM 2011 in Paris |
| Weltmeisterin   | Zweikampf | Swetlana Zarukajewa | 255 kg | WM 2011 in Paris |
| Olympiasiegerin | Zweikampf | Pak Hyon-suk        | 241 kg | Peking 2008      |

## Bestehende Rekorde
| Weltrekord    | Reißen    | Swetlana Zarukajewa | 117 kg | Paris, Frankreich    | 9. November 2011   |
| Weltrekord    | Stoßen    | Maija Manesa        | 143 kg | Antalya, Türkei      | 20. September 2010 |
| Weltrekord    | Zweikampf | Liu Haixia          | 257 kg | Chiang Mai, Thailand | 23. September 2007 |
| Olympiarekord | Reißen    | Hanna Bazjuschka    | 115 kg | Athen, Griechenland  | 18. August 2004    |
| Olympiarekord | Stoßen    | Natalija Skakun     | 135 kg | Athen, Griechenland  | 18. August 2004    |
| Olympiarekord | Zweikampf | Chen Xiaomin        | 242 kg | Sydney, Australien   | 19. September 2000 |

## Zeitplan
- Gruppe A: 31. Juli 2012, 15:30 Uhr

## Endergebnis
| Platz | Sportlerin          | Land       | Körper- gewicht | Reißen (kg) | Reißen (kg) | Reißen (kg) | Reißen (kg) | Stoßen (kg) | Stoßen (kg) | Stoßen (kg) | Stoßen (kg) | Zweikampf |
| Platz | Sportlerin          | Land       | Körper- gewicht | 1           | 2           | 3           | Ergebnis    | 1           | 2           | 3           | Ergebnis    | Zweikampf |
| ----- | ------------------- | ---------- | --------------- | ----------- | ----------- | ----------- | ----------- | ----------- | ----------- | ----------- | ----------- | --------- |
| 1     | Christine Girard    | Kanada     | 62,87           | 103         | 105         | 105         | 103         | 130         | 133         | 135         | 133         | 236       |
| 2     | Milka Manewa        | Bulgarien  | 62,66           | 98          | 102         | 105         | 102         | 125         | 131         | 134         | 131         | 233       |
| 3     | Luz Acosta          | Mexiko     | 62,91           | 099         | 103         | 104         | 099         | 119         | 125         | 127         | 125         | 224       |
| 4     | Seen Lee            | Australien | 59,65           | 078         | 083         | 086         | 083         | 098         | 103         | 106         | 103         | 186       |
| 5     | Maria Liku          | Fidschi    | 61,45           | 078         | 082         | 85          | 082         | 100         | 105         | 105         | 100         | 182       |
| 6     | Lucía Castañeda     | Nicaragua  | 62,45           | 076         | 79          | 079         | 079         | 091         | 97          | 097         | 097         | 176       |
| 7     | Silvana Saldarriaga | Peru       | 58,11           | 070         | 075         | 075         | 075         | 092         | 097         | 101         | 097         | 172       |
| —     | Maija Manesa        | Kasachstan | 62,21           | 106         | 110         | 112         | 110         | 135         | 144         | 144         | 135         | DSQ       |
| —     | Swetlana Zarukajewa | Russland   | 62,42           | 106         | 111         | 112         | 112         | 125         | 130         | 130         | 125         | DSQ       |
| —     | Sibel Şimşek        | Türkei     | 62,28           | 105         | 105         | 105         | 105         | 130         | 133         | 133         | 130         | DSQ       |

Im August 2016 wurde die erstplatzierte Kasachin Maija Manesa des Dopingbetrugs mit Stanozolol überführt, woraufhin das IOC ihr die Goldmedaille aberkannte. Weitere Aberkennungen folgten am 12. Januar 2017 bei der ursprünglich zweitplatzierten Türkin Sibel Şimşek und am 5. April 2017 bei der zwischenzeitlich auf den ersten Platz vorgerückten Russin Swetlana Zarukajewa.

## Bildergalerie

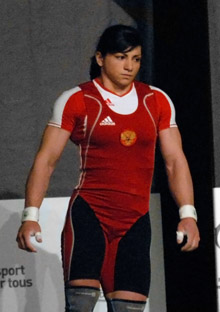
Swetlana Zarukajewa (RUS) gewinnt Silber, nachträglich disqualifiziert
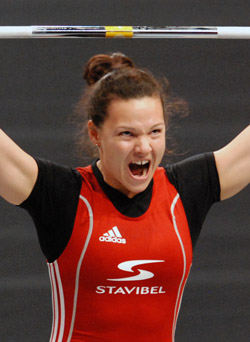
Christine Girard (CAN) gewinnt Bronze, nachträglich auf Gold hochgestuft